# 알부르케르케

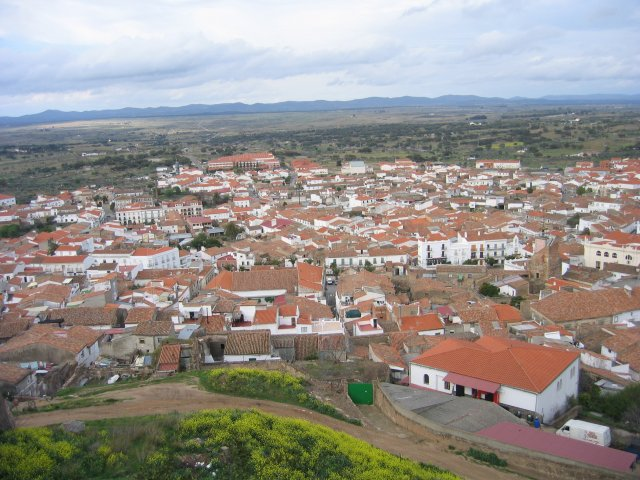
알부르케르케

알부르케르케(스페인어: Alburquerque)는 스페인 에스트레마두라 지방 바다호스 주에 위치한 도시로 면적은 723km2, 높이는 506m, 인구는 5,587명(2012년 기준), 인구 밀도는 7.7명/km2이다.
중세 카스티야 연합왕국에서 알부르케르케 영주, 알부르케르케 백작 작위는 가장 중요한 직위로 여겨졌다. 미국 뉴멕시코주의 도시인 앨버커키는 여기서 유래된 이름이다.

시 문장